# Thaumatichthys axeli
Thaumatichthys axeli är en fiskart som först beskrevs av Bruun, 1953.  Thaumatichthys axeli ingår i släktet Thaumatichthys och familjen Thaumatichthyidae. Inga underarter finns listade i Catalogue of Life.